# Slag bij de Doggersbank (1915)
De Slag bij de Doggersbank is een zeeslag tussen de Britse en de Duitse marine tijdens de Eerste Wereldoorlog op 24 januari 1915.

## Vooraf
De sterkteverhouding tussen de Britse en Duitse oorlogsvloot (ca. 3 tegen 2) maakte het voor de Duitsers vrijwel onmogelijk de Britse blokkade tijdens de Eerste Wereldoorlog te doorbreken. Aanvankelijk beperkte men zich tot prikacties. De slag bij Helgoland was een Duitse nederlaag geweest, daar de Duitse slagkruisers wegens laag water niet konden uitvaren. Wel was het de Duitsers gelukt mijnen te leggen, waardoor het Engelse slagschip Audacious was gezonken en waren de Engelse kustplaatsen Hartlepool en Scarborough beschoten. Een rechtstreekse confrontatie tussen beide vloten vond begin 1915 bij de Doggersbank plaats.

## De slag
Op 24 januari 1915 was een Duits eskader (bevelhebber Franz von Hipper) bestaande uit de slagkruisers Seydlitz, Moltke en Derfflinger en de pantserkruiser Blücher, ondersteund door 4 lichte kruisers en 18 torpedoboten op weg naar de Engelse oostkust voor een verkenningstocht en zo mogelijk om beschietingen op kustplaatsen uit te voeren, toen het op de Noordzee ter hoogte van de Doggersbank werd verrast door een dubbel zo sterk Brits eskader onder bevel van David Beatty en bestaande uit de slagkruisers Lion, Tiger, Princess Royal, New Zealand en Indomitable met 7 lichte kruisers en 35 torpedobootjagers. De Britten hadden lucht van de Duitse operatie gekregen door Duitse radioberichten te decoderen, terwijl de Duitsers veronderstelden dat de Engelse slagkruisers zich in de haven bevonden om te bunkeren.
Het was nog donker, toen Beatty's slagkruisers rond 7 uur ’s morgens de Doggersbank bereikten. Hipper was volkomen verrast, toen de Britten het vuur openden. Onzeker over de sterkte van de vijand liet hij zijn schepen keren, zonder echter de snelheid te verhogen om bij het aanbreken van de dag de situatie te kunnen overzien. Dat bleek een tactische fout. Om 8.45 uur meldde zijn vlaggenschip Seydlitz aan het opperbevel in Wilhelmshaven: “Positie 053 δ links midden, koers zuidoost, 20 zeemijl, 8 grote schepen, 1 kleine kruiser, 12 torpedoboten in zicht.” Er leek geen ontkomen aan, want het achterste schip in de linie, Blücher, haalde slechts 23 knopen.
Beatty naderde snel en stuurde parallelkoers. Om 9.30 uur meldde Seydlitz: “083 δ zuidoost, 21 zeemijl. Er volgen 7 vijandelijke kleine kruisers, 26 torpedoboten, daarachter nog meer rookwolken. Verwacht aanval pas in de Duitse Bocht.” Doch om 10 uur volgde: “In westnoordwest 1ste vijandelijk pantserkruiser-eskader in zicht.” En om 10.08 uur: “Ben in gevecht met het 1ste pantserkruiser-eskader in 109 δ, stuur koers zuidoost. Seydlitz.” waarna om 10.33 uur een oproep om assistentie volgde: “Positie 113 δ, stuur koers zuidoost, 23 zeemijl. Ben in gevecht met het 1ste vijandelijke pantserkruiser-eskader in noordnoordwest. Verzoek om bijstand van eskaders en flottieljes.” Het opperbevel antwoordde hierop dat de vloot zou uitlopen, maar dat zou natuurlijk nog uren in beslag kunnen nemen.
Ondertussen was het gevecht in volle gang. Een granaat van Lion trof de Seydlitz in de achterste geschuttoren en deed de daarin liggende kruitvoorraad ontvlammen. Het vuur sloeg over naar de geschuttoren ernaast, waarop ook deze uitbrandde. Matroos Wilhelm Heidkamp zette de munitiemagazijnen onder water, zodat het schip niet de lucht in ging. Hij verbrandde daarbij zijn handen en zijn longen en stierf hieraan na de oorlog. Lion zelf werd door Derfflinger getroffen en viel stil; de elektrische installatie was vernietigd zodat alleen nog met vlagsignalen gecommuniceerd kon worden. Een melding van onderzeebootgevaar deed de Engelsen aanvankelijk koers wijzigen in noordoostelijke richting, waarna een vlagsignaal van Lion om de strijd te hervatten verkeerd werd begrepen. Het gevolg hiervan was dat het Britse vuur zich geheel op de Blücher concentreerde, die als laatste schip in de Duitse linie al voortdurend was bestookt en nauwelijks vaart meer maakte, terwijl het gros achter de horizon verdween. Een poging Blücher te redden zou gezien de krachtsverhouding, mede door het uitvallen van vier zware kanonnen op Seydlitz tot de ondergang van het gehele eskader hebben kunnen leiden. Anderzijds was een kans gemist de lamgeslagen Lion, die door Indomitable moest worden weggesleept, te vernietigen. Het Duitse vlaggenschip Seydlitz meldde aan het opperbevel: “Positie 12.45 uur 054 ε, stuur koers zuidoost. Gevecht voor het moment afgebroken. Blücher verloren. Vijand peilt noordnoordoost.” En het Duitse luchtschip “L5”, dat zich boven het strijdtoneel bevond meldde: “Positie 13.07 uur 036 β. Blücher gekenterd. Vijandelijke torpedoboten en kruisers in de buurt. Vijand trekt zich terug in richting noordwest.”'

## Achteraf

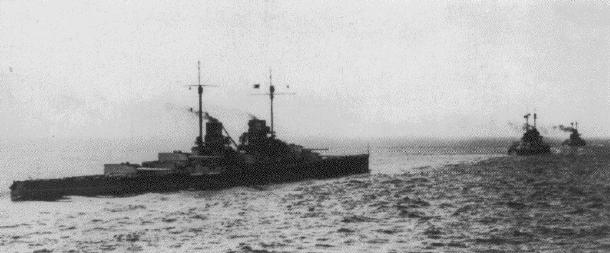
De Duitse Derfflinger, Seydlitz en von der Tann

De Royal Navy was niet gelukkig met de afloop. Men had dan wel een Duitse kruiser (hoewel dit geen dreadnought was) tot zinken gebracht, maar de hoofdmacht laten ontsnappen. De onderlinge communicatie tussen de schepen bleek zeer te wensen over te laten. Verder was het aantal treffers ver onder de maat - van de 243 34 cm granaten die Lion afvuurde, troffen er maar 4 doel - en bleek het nieuwe systeem “firing director” voor synchroonvuur, waarmee Tiger was uitgerust, niet te werken. Maar men zag door de geringe schade aan de eigen schepen de zwakte van constructie en pantser over het hoofd, waarvan de gevolgen zich anderhalf jaar later, tijdens de zeeslag bij Jutland, zouden openbaren. Bij de Duitsers daarentegen bracht het inferno op Seydlitz een constructiefout aan het licht, die leidde tot verbetering van de beveiliging tegen steekvlammen binnen de gevechtstorens van de schepen.
De Britten verloren 50 man; aan Duitse zijde bedroegen de verliezen 951 man, allen op Blücher en Seydlitz. Het was het eerste treffen van slechts twee gedurende de gehele Eerste Wereldoorlog tussen dreadnoughts van de strijdende partijen.